# Correias
Correias é uma aldeia portuguesa, localizada na União das Freguesias de Outeiro da Cortiçada e Arruda de Pisões, Município de Rio Maior, e Distrito de Santarém.
Tem cerca de 300 habitantes.
A aldeia tem como padroeiro São Pedro, realizando-se anualmente festejos em honra do santo, em finais de junho.